# Tephritis bimaculata
Tephritis bimaculata
 es una especie de insecto díptero del género Tephritis, familia Tephritidae. Amnon Freidberg la describió en  1981.
Se encuentra en Israel, Egipto.